# Ободівська сільська територіальна громада
Ободівська сільська громада — територіальна громада в Україні, в Гайсинському районі Вінницької області. Адміністративний центр — село Ободівка.
Площа громади — 325,36 км², населення — 9987 осіб (2020).
Утворена 12 червня 2020 року шляхом об'єднання Верхівської, Новоободівської, Ободівської, Торканівської та Цибулівської сільських рад Тростянецького району.

## Населені пункти
У складі громади селище Верхівське та 9 сіл:
- Бережанка,
- Верхівка,
- Дубівка,
- Козинці,
- Мала Стратіївка,
- Нова Ободівка,
- Ободівка,
- Торканівка,
- Цибулівка.